# Reuzengrottenkakkerlak
De reuzengrottenkakkerlak (Blaberus giganteus) is een insect uit de orde kakkerlakken en de familie Blaberidae. De soort werd voor het eerst geldig gepubliceerd door Linnaeus in 1758. Een mannetje wordt ongeveer 7,5 centimeter lang en een vrouwtje rond de 10 centimeter waardoor het een van de grootste kakkerlakken ter wereld is (Macropanesthia rhinoceros is minder lang maar wel zwaarder).

## Leefgebied
De kakkerlak komt voor in de regenwouden in Centraal-Amerika en het noorden van Zuid-Amerika. Hun habitat bestaat uit donkere en vochtige plekken. Ze kunnen 20 maanden oud worden en de meerderheid leeft van humus, zaden en fruit, maar de soort is een omnivoor en kan dus ook dode dieren eten.

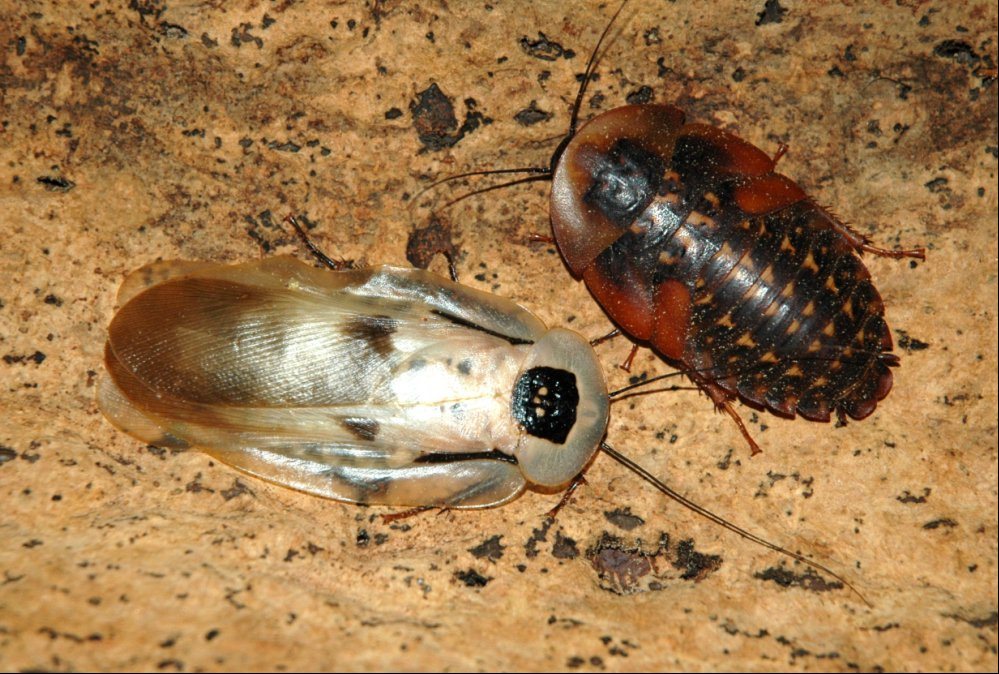
Vrouwtje (links) en mannetje (rechts).